# Egbert Lichtenberg
E.B.A. (Egbert) Lichtenberg (Uden, 12 juli 1967) is een Nederlandse ambtenaar, CDA-politicus en bestuurder. Sinds 9 december 2019 is hij burgemeester van Altena.  

## Biografie

### Opleiding en ambtelijke loopbaan
Lichtenberg studeerde van 1985 tot 1992 bestuurskunde aan de Universiteit Twente waar hij zijn doctoraal behaalde. Van 2005 tot 2007 volgde hij een Master of Change Management (MCM) aan het Sioo.
Vanaf 2007 was Lichtenberg algemeen directeur van Werkbedrijf Arbeid Voor Allen (WAVA), een gemeenschappelijke regeling die als sociale werkvoorziening dient van de gemeenten Altena, Drimmelen, Geertruidenberg en Oosterhout, en statutair directeur van MidZuid B.V., het uitvoeringsorgaan van de WAVA.
Vanaf 2011 was hij vicevoorzitter van de brancheorganisatie Cedris en lid van de landelijke Programmaraad. Daarnaast was hij voorzitter van het collegiaal managementteam van de Regio West-Brabant en adviseur/lid bestuur van het Regionaal Werkbedrijf West Brabant.
Van 1998 tot 2007 was Lichtenberg werkzaam bij de gemeente Oosterhout, waarvan sinds 2000 als lid van de directie en vanaf 2003 als adjunct-gemeentesecretaris. Van 1993 tot 1998 werkte hij bij de gemeente Papendrecht als algemeen bestuurlijk medewerker en Kabinetschef.

### Politieke loopbaan
Vanaf 2010 was Lichtenberg lid van de gemeenteraad van Papendrecht. Hij was sinds 2012 CDA-fractievoorzitter en plaatsvervangend voorzitter van de gemeenteraad. Namens het CDA was hij ook lid van de Drechtraad.
Op 8 oktober 2019 werd Lichtenberg door de gemeenteraad van Altena voorgedragen als nieuwe burgemeester. Op 22 november 2019 werd bekendgemaakt dat de ministerraad op voordracht van de minister van Binnenlandse Zaken en Koninkrijksrelaties heeft besloten hem te laten benoemen bij koninklijk besluit met ingang van 9 december 2019.

### Persoonlijk
Lichtenberg is gehuwd en heeft twee dochters.